# Jorgen Scholtens
 (janvier 2019).
Si vous disposez d'ouvrages ou d'articles de référence ou si vous connaissez des sites web de qualité traitant du thème abordé ici, merci de compléter l'article en donnant les références utiles à sa vérifiabilité et en les liant à la section « Notes et références ».
 (janvier 2019).
Jörgen Scholtens, né le 15 octobre 1986 à Leeuwarden,, est un acteur, réalisateur, producteur, scénariste et artiste de cabaret néerlandais.

## Filmographie

### Acteur

#### Cinéma et téléfilms
- 2008-2010 : Onderweg naar Morgen : Sytze Eyzinga
- 2010 : Saint (Sint) : Le policier numéro 3
- 2011 : Heraut[Quoi ?] (court métrage) : Emil
- 2013 : Hooi Hooi : Le fermier
- 2014 : De Keet : Le jeune agriculteur
- 2015 : Peer[Quoi ?] (court métrage) : Le déserteur
- 2015 : Madimak: Carina'nin Günlügü : Michiel
- 2015 : Juf Roos (nl) : Gijs
- 2015 : In Cube : Jim
- 2016 : Memories of You : Jan
- 2016 : De Koers : Paulus Hoitinga
- 2016 : Tom's Treasure Hunt : Lars
- 2016 : Op Zoek : Lars
- 2017 : Dokter Tinus : Steven Mazinski
- 2018 : Scars[Quoi ?] (moyen métrage) : Jim
- 2018 : KOE-MAN : M. de Bie

### Réalisateur, producteur et scénariste
- 2018 : Viswijf
- 2018 : Masterclass[Quoi ?]